# Nikolaj Nikolajevič Rachmanov (fotograf)
Nikolaj Nikolajevič Rachmanov (26. září 1932, Moskva – 8. února 2021) byl uznávaný klasik sovětské fotografie a fotoreportér.

## Životopis
Narodil se 26. září 1932 v Moskvě v rodině divadelního skladatele a dirigenta N. N. Rachmanova-Sokolova. Život jeho otce byl spojen s divadlem. Silný vliv měla jeho matka Olga Vladimirovna Rachmanovová, která také celý svůj život zasvětila divadlu. Začínala jako divadelní a filmová herečka. Na počátku 20. století vytvořila divadelní studio, z něhož vycházeli významní herci jako Ivan Berseněv, Serafma Birman, Sofia Giacintova a mnoho dalších. Vrcholem její služby divadlu bylo vytvoření Institutu divadelního umění, později známého jako GITIS. Otec Nikolaje Rachmanova byl také vášnivým amatérským fotografem. První fotoaparát, který jeho otec používal, a který si od něj Nikolaj později vyprosil, byl jednoduchý fotoaparát „Brownie-Kodak“ 6×6, model 1905. Už od útlého věku Nikolaj otci při fotografických experimentech pomáhal.
V letech 1953–1960 působil jako fotožurnalista pro agenturu TASS,v informačním oddělení zahraniční fotografie. V roce 1953 získal Nikolaj práci na oddělení fotokroniky TASS. První poznámka mistra Valentina Kunova zněla: „Nikdo vás tu nebude učit. Sledujte, jak mistři pracují, a přizpůsobte se tomu, co v naší práci považujete za nejlepší. A pokud nejste blázen, možná to za pět let dostanete!“ Po tři měsíce nosil stativ a těžký kufr s výbavou Nikolaje Sitnikova, veteránovi Velké vlastenecké války, který mu během této doby nedovolil pořídit ani jediný snímek. Na konci čtvrtého měsíce Nikolaj Rachmanov oznámil vedoucímu oddělení fotokroniky TASS Nikolaji Kuzovkinovi, že doba Vaněků Žukovů upadla do zapomnění, a požádal o změnu učitele. Výsledkem bylo, že pro svou tvrdohlavou povahu byl na šest měsíců vyhoštěn, aby se naučil tisknout obrázky v malé továrně na tisk fotografií pod Úřadem. Takže Nikolaj Rachmanov zvládl další velmi potřebné povolání – fototiskárnu. Na konci 50. let bylo ve Fotochronike založeno nové oddělení zahraničních fotografických informací. Právě v tomto oddělení se Nikolaj setkal se svým prvním učitelem. Petr Semenovič Kljačko byl tím, kdo ve víře v oddanost věci odhalil Nicholasovi tajemství profese, které si pamatoval po zbytek svého života: „Pamatuj, příteli, nesnímej fotoaparátem, snímej hlavou a srdcem!“
V letech 1960–1966 působil jako fotoreportér novin Nedělja (nedělní příloha novin Izvestija). V letech 1966–1968 působil v časopisu RT-programs (Rozhlas a televize). Během několika let práce vyprodukoval mnoho fotografických esejů: Lidé v maskách, Chvalozpěv na kolo, Lampy 20. století, Tak se oblékají muži, Nová dobrodružství tří mušketýrů a D'Artagnan v Moskvě.
V roce 1960 pracoval v žánru fotografické eseje, hlavním tématem zůstává Moskva. Z prvních fotografií se také vyvinula podstata snímků – především krása a poezie města, člověka, přírody.
V roce 1972 fotoalbum Moskva nakladatelství Planeta získalo ocenění Grand Prix a zlatou medaili na mezinárodní soutěži Nejkrásnější kniha světa v Lipsku. V průběhu 15 let bylo toto album přetištěno jedenáctkrát. Od roku 1970 vyšlo asi 60 knih a fotoalb.
V letech 1983–1984 vznikalo album Poklady moskevského Kremlu, vydané ve Švýcarsku, získalo mezinárodní cenu Nejkrásnější kniha ve Švýcarsku a diplom, cenu společnosti Kodak – Kodak Prizbuk. Album vyšlo ve všech evropských jazycích v roce 1986 a bylo také publikováno v japonštině.
Autorovy samostatné výstavy se konaly v Rusku, Francii, Československu, České republice, Slovinsku nebo na Ukrajině.
Laureát ocenění Zlaté oko Ruska Mezinárodního cechu profesionálních fotografů ruských sdělovacích prostředků Za důstojnost a profesionalitu. Byl oceněn čestným odznakem Svazu novinářů Ruské federace a rakouským rytířským řádem hradu Lokhen Hause.
Zemřel 8. února 2021 v 6 hodin ráno